# Vaszil Lazarovics
Vaszil Vaszilovics Lazarovics (ukránul: Василь Васильович Лазарович; Banya-Bereziv, 1981. augusztus 5.) ukrán énekes, előadóművész. Eredetileg ő képviselte volna Ukrajnát a 2010-es Eurovíziós Dalfesztiválon.

## Élete
Ukrajna Ivano-frankivszki területének Koszivi járásában található Banya-Berezivben született.
2002-ben végzett az ivano-frankivszki Sztefanik Nemzeti Egyetemen. Az Ekvator című musicalben II. Sándor szerepét játszotta. 2004-ben egy évig Fehéroroszországban a Mihail Finberg irányítása alatt álló zenekarban szólistaként énekelt. Ebben az időben részt vett a Szlavjanszkij bazar dalversenyen is. 2005-ben a Csajkovszkij Zeneakadémián tanult. 2007 augusztusában a lettországi Jūrmalában megrendezett zenei fesztiválon a kilencedik helyezést ért el.
2009. december 29-én az ukrán közszolgálati televízió őt választotta ki, hogy képviselje Ukrajnát a 2010-es Eurovíziós Dalfesztiválon. Versenydalát egy öt dalos nemzeti döntőben választották ki, ám 2010. március 15-én a nézők elégedetlensége miatt az NTU visszaléptette Lazarovicsot, és kiírtak egy új nemzeti döntőt. Az énekes az eredetileg kiválasztott versenydalával, az I Love You-val itt is szerepelt más előadók mellett, azonban a húszfős mezőnyben a hetedik helyen végzett. A válogatóműsor végső győztese Alyosha lett a To Be Free című dalával, amiről később kiderült, hogy nem felel meg a verseny szabályainak, ezért később, a nevezési határidőn túl írták az énekesnőnek egy új dalt, a Sweet People-t, mellyel a dalfesztivál 39 fős mezőnyében a tizedik helyen végzett.

## Lásd még
- 2010-es Eurovíziós Dalfesztivál